# 鹿児島県道471号北永野田小浜線
鹿児島県道471号北永野田小浜線（かごしまけんどう471ごう きたながのだおばません）は、鹿児島県霧島市を通る一般県道である。

## 概要
霧島市霧島永水から同市隼人町小浜に至る。

### 路線データ
- 起点：鹿児島県霧島市霧島永水（宮崎県道・鹿児島県道2号都城隼人線交点）
- 終点：鹿児島県霧島市隼人町小浜（隼人小浜交差点、国道10号交点）

## 路線状況

### 重複区間
- 鹿児島県道60号国分霧島線（霧島市国分清水・国分市清水交差点 - 霧島市国分中央3丁目・国分川跡交差点）
- 鹿児島県道472号日当山敷根線（霧島市国分中央1丁目・国分中央一丁目交差点 - 霧島市国分中央3丁目・国分川跡交差点）
- 鹿児島県道473号崎森隼人線（霧島市隼人町見次 - 霧島市隼人町内山田1丁目）

### 道路施設

#### 橋梁
- 野口橋（天降川）

## 地理

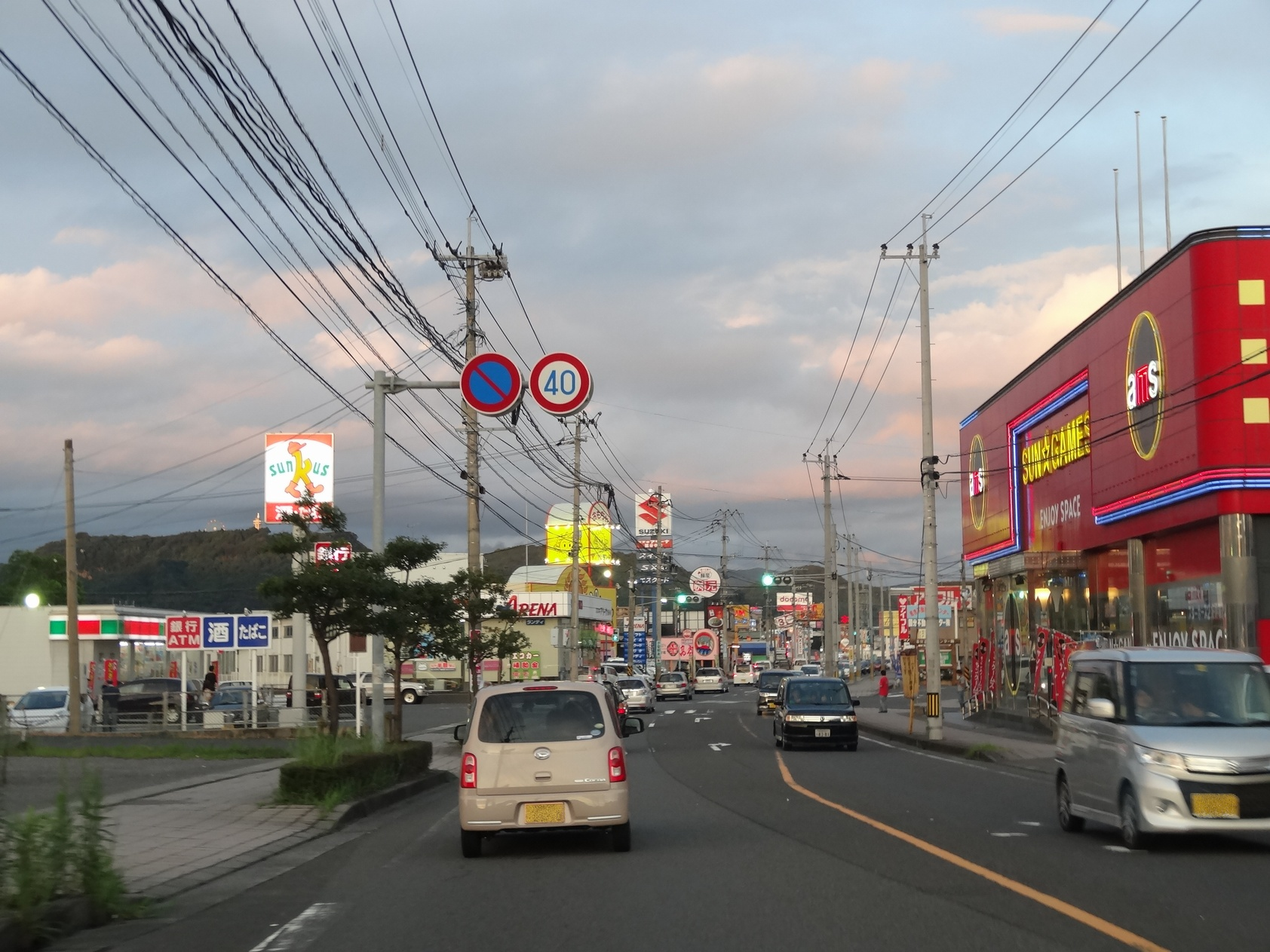
霧島市国分・野口橋東詰付近（国分市街地方面）
2012年撮影。左側のコンビニエンスストア（サンクス）と右側のゲームセンター（サンゲームス）はいずれも現存しない。

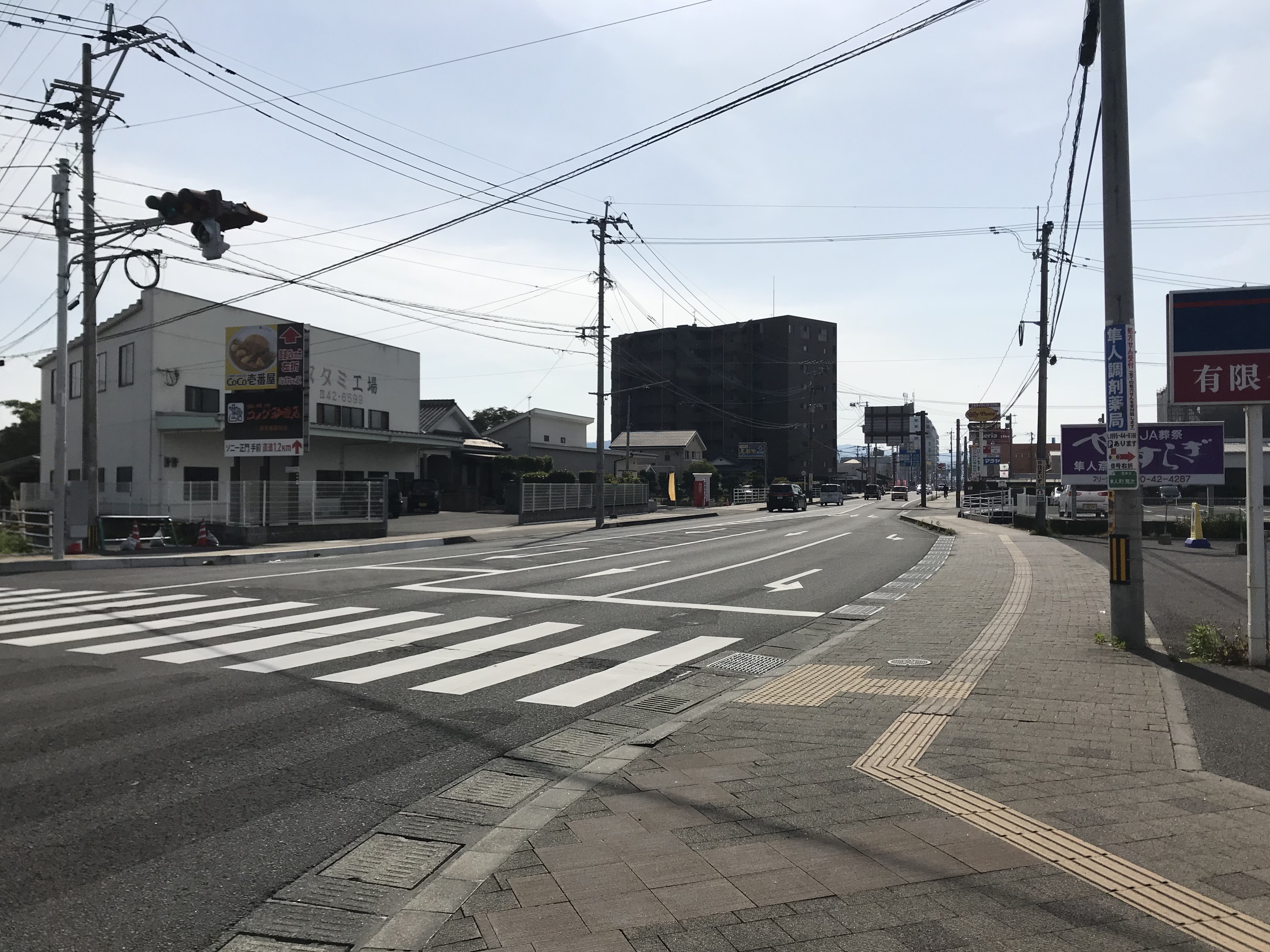
霧島市隼人町見次・隼人塚付近

### 通過する自治体
- 霧島市

### 交差する道路
| 交差する道路                                                                   | 交差する場所      | 交差する場所          |
| ------------------------------------------------------------------------------ | ----------------- | --------------------- |
| 宮崎県道・鹿児島県道2号都城隼人線                                              | 霧島永水          | 起点                  |
| 鹿児島県道60号国分霧島線 重複区間起点                                          | 国分清水          | 国分市清水交差点      |
| 鹿児島県道472号日当山敷根線 重複区間起点                                       | 国分中央1丁目     | 国分中央一丁目交差点  |
| 鹿児島県道60号国分霧島線 重複区間終点 鹿児島県道472号日当山敷根線 重複区間終点 | 国分中央3丁目     | 国分川跡交差点        |
| 国道223号                                                                      | 隼人町見次        | 見次交差点            |
| 鹿児島県道473号崎森隼人線 重複区間起点                                         | 隼人町見次        |                       |
| 鹿児島県道473号崎森隼人線 重複区間終点                                         | 隼人町内山田1丁目 |                       |
| E78 東九州自動車道                                                             | 野久美田          | 42 隼人西IC           |
| 国道10号                                                                       | 隼人町小浜        | 隼人小浜交差点 / 終点 |

### 交差する鉄道
- 日豊本線

### 沿線
- JR九州日豊本線
  - 北永野田駅 - 国分駅 - 隼人駅
- 霧島市立木原小中学校
- 国分郵便局
- 霧島市立小野小学校